# Andrew Stevens
Andrew Stevens, nato Herman Andrew Stephens (Memphis, 10 giugno 1955), è un produttore cinematografico, regista e attore statunitense.

## Biografia
Unico figlio dell'attrice Stella Stevens e del suo ex marito Noble Herman Stephens, entrambi nativi del Mississippi, prima di iniziare la carriera di produttore cinematografico, Stevens fu sceneggiatore, regista e attore. Nel 1977 interpretò il diciassettenne Andrew Thorpe in Alla conquista dell'Oregon, serie televisiva western della NBC, di cui vennero girati solo 13 episodi, sette dei quali non mandati in onda. Ebbe poi una candidatura al Golden Globe per la sua interpretazione del film I ragazzi della Compagnia C, prodotto dalla Columbia Pictures. Recitò con Dennis Weaver e Susan Dey nella serie Navy (1983-1984); nel ruolo di Wayne Jennings, un giocatore di tennis e playboy, nell'episodio Murder in Malibu (Omicidio a Malibu) della serie poliziesca Colombo (1990), e in quello di Casey Denault, uno degli spasimanti di Lucy Ewing, in Dallas, per due stagioni ad iniziare dal 1987.
Nei primi anni novanta, Stevens lasciò l'attività di attore per dedicarsi alla sceneggiatura, alla produzione cinematografica ed alla regia. Fu presidente ed amministratore delegato della Franchise Pictures, che produsse film per la Warner Bros. dal 1997 al 2002, tra i quali FBI: Protezione testimoni (2000) ed il seguito FBI: Protezione testimoni 2 (2004), oltre che The In-Laws. La società andò in bancarotta il 19 agosto 2004, dopo aver subito una frode di diversi milioni di dollari a Los Angeles. Prima di possedere la Franchise Pictures, Stevens era stato proprietario e presidente della Royal Oaks Entertainment, che produsse e/o distribuì circa settanta film in un periodo di tre anni. Oggi possiede la Andrew Stevens Entertainment e la Stevens Entertainment Group.

## Vita privata
Stevens è stato sposato con l'attrice Kate Jackson dal 1978 al 1982, e ha tre figli dal secondo matrimonio con Robyn Stevens, terminato con il divorzio nel 2010.

## Filmografia

### Attore
- Massacro al Central College (Massacre at Central High), regia di Rene Daalder (1976)
- Squadra d'assalto antirapina (Vigilante Force), regia di George Armitage (1976)
- Future animals (Day of the Animals), regia di William Girdler (1977)
- Il bastardo (The Bastard) – miniserie TV, regia di Lee H. Katzin (1978)
- Fury (The Fury), regia di Brian De Palma (1978)
- Caccia selvaggia (Death Hunt), regia di Peter Hunt (1981)
- Codice rosso fuoco (Code Red) – serie TV (1981-1982)
- Chi vuole uccidere Miss Douglas? (The Seduction), regia di David Schmoeller (1982)
- Amore proibito (Forbidden Love), regia di Steven Hilliard Stern – film TV (1982)
- 10 minuti a mezzanotte (10 to Midnight), regia di J. Lee Thompson (1983)
- Navy – serie TV (1983-1984)
- Le signore di Hollywood (Hollywood Wives) – miniserie TV, regia di Robert Day (1985)
- Dallas – serie TV (1987-1989)
- Safari rosso sangue (Tusks), regia di Tara Moore (1988)
- Oro fino, regia di José Antonio de la Loma (1989)
- Testimone chiave (Eyewitness to Murder), regia di Jag Mundhra (1989)
- La signora in giallo (Murder, She Wrote) – serie TV, episodi 1x05-5x19 (1984-1989)
- Occhi nella notte (Night Eyes), regia di Jag Mundhra (1990)
- Colombo (Columbo) – serie TV, episodio 9x06 (1990)
- Il mio amico Munchie (Munchie), regia di Jim Wynorski (1992)
- Duplice inganno (Double Threat), regia di David A. Prior (1993)
- Rivalità mortale (Deadly Rivals), regia di James Dodson (1993)
- Hilary è morta (Night Eyes Three), regia di Andrew Stevens (1993)
- Vendetta fatale (Scorned), regia di Andrew Stevens (1994)
- Esperimento letale (Subliminal Seduction), regia di Andrew Stevens (1996)
- Protezione speciale (Night Eyes Four: Fatal Passion), regia di Rodney McDonald (1996)
- Vendetta fatale 2 (Scorned 2), regia di Rodney McDonald (1997)
- The Kid with X-Ray Eyes, regia di Fred Olen Ray (1999)
- Venom - Pericolo strisciante (Venomous), regia di Fred Olen Ray (2001)
- Pursued - Senza scrupoli, regia di Kristoffer Tabori (2004)
- Black Dawn - Tempesta di fuoco (Black Dawn), regia di Alexander Gruszynski (2005)
- Walking tall 3 - Giustizia personale (Walking Tall: Lone Justice), regia di Tripp Reed (2007)
- Missionary Man, regia di Dolph Lundgren (2007)
- Il soffio dell'inferno (Fire from Below), regia di Andrew Stevens e Jim Wynorski (2009)
- Terrore in paradiso (Deadly Excursion: Kidnapped from the Beach) – film TV (2021)
- Pursuit, regia di Brian Skiba (2022)

### Produttore
- Rise (2011)
- Breaking the Press (2010)
- Mandrake (TV, 2010)
- Mongolian Death Worm (TV, 2010) – anche attore
- Stranger (2009)
- Tommy and the Cool Mule (2009)
- Fire from Below (2009) – anche attore
- Missionary Man (2007) – anche attore
- Walking Tall: Lone Justice (video, 2007) – anche attore
- Half Past Dead 2 (2007)
- Walking Tall: The Payback (2007)
- The Detonator (2006)
- Black Dawn (video, 2005) – anche attore
- The Marksman (video, 2005) – anche attore
- 7 Seconds (2005)
- Silent Partner (2005)
- Glass Trap - Formiche assassine (2005)
- Blessed (2004)
- Pursued (2004)
- Method (2004)
- Plan B, regia di Greg Yaitanes (2001)
- La vendetta di Carter (Get Carter), regia di Stephen Kay (2000)
- Friend of the Family II (1996)

### Regista
- Hilary è morta (Night Eyes Three) (1993)
- Vendetta fatale (Scorned) (1994)
- Esperimento letale (Subliminal Seduction) (1996)
- The White Raven, co-regia di Jakub Z. Rucinski (1998)

## Doppiatori italiani
Nelle versioni in italiano delle opere in cui ha recitato, Andrew Stevens è stato doppiato da:
- Massimo Giuliani in Fury, Le signore di Hollywood (Deke)
- Rodolfo Bianchi in Codice rosso fuoco
- Loris Loddi in Dieci minuti a mezzanotte
- Oreste Baldini in Navy
- Roberto Pedicini in La signora in giallo (ep. 1x05)
- Fabrizio Pucci in La signora in giallo (ep. 5x19)
- Sandro Acerbo in Le signore di Hollywood (Buddy)
- Massimo Rossi in Night Eyes 2
- Mauro Gravina in Colombo
- Paolo Bessegato ne Il mio amico Munchie
- Massimo Lodolo in Duplice inganno